# Tasliya

Die Tasliya in kalligraphischer Ausführung

Die Tasliya (arabisch تصلية, DMG taṣliya) ist im Islam das Aussprechen oder Niederschreiben des Segenswunsches für den Propheten (aṣ-ṣalāt ʿalā n-nabī), das nach übereinstimmender Auffassung der islamischen Rechtsschulen grundsätzlich immer dann erfolgen muss, wenn Mohammed erwähnt wird. Es wird angenommen, dass dieser Segenswunsch schon zu Lebzeiten Mohammeds, möglicherweise im Jahre 5 nach der Hidschra (= 626/627 n. Chr.), eingeführt wurde. Die allgemein übliche Formel für den Segenswunsch lautet صلى الله عليه وسلم / ṣallā Llāhu ʿalaihi wa-sallam, was meist mit „Gott segne ihn und schenke ihm Heil!“ übersetzt wird. In modernen gedruckten Texten wird die Formel häufig als Ligatur (ﷺ) dargestellt. Eine alternative Bezeichnung für Tasliya ist aṣ-ṣalāt wa-t-taslīm („Segenswunsch und Begrüßung“).

## Koranische Grundlage
Koranische Grundlage der Formel ist Sure 33:56, wo es heißt:

„Gott und seine Engel sprechen den Segen über den Propheten. Ihr Gläubigen! Sprecht (auch ihr) den Segen über ihn und grüßt (ihn), wie es sich gehört!“

## Im Hadith und Fiqh
In den islamischen Rechtsschulen herrscht Einigkeit darüber, dass das Aussprechen der Eulogie nach der Nennung des Propheten Mohammed eine im oben genannten koranischen Imperativ (arabisch: amr) begründete Pflicht (wādschib) ist. Die Traditionsliteratur behandelt die Frage der Verwendung der Eulogie ebenfalls und beruft sich dabei auf einen angeblichen Spruch des Propheten Mohammed, der in den kanonischen Hadithsammlungen in unterschiedlichem Wortlaut verzeichnet ist.

„Sprecht: Gott, sprich den Segenswunsch über den Propheten Mohammed und über seine Familie, wie du über die Familie Abrahams den Segensspruch gesprochen hast. Denn du bist des Lobes und Preises würdig.“

Ibn Hadschar al-ʿAsqalānī hat in seinem Kommentar zu al-Buchari die obige Stelle ausführlich erörtert und mit Varianten ergänzt.
Im Gebet ist die Schahada – die Anwendung der Eulogie bei Nennung des Propheten Mohammed – eine pflichtgemâße Handlung für Muslime, Es ist jedoch umstritten, ob die Eulogie bei Nennung anderer anerkannter Propheten – im Koran werden insgesamt 25 Propheten des Islam genannt – ebenfalls Pflicht ist. Die Traditionsliteratur überliefert hierzu einen Prophetenspruch :

„Sprecht den Segenswunsch über die Propheten Gottes und über seine Gsandten, denn Gott hat sie wie mich gesandt.“

Das Aussprechen und Schreiben dieser Formel nach dem Namen Mohammeds ist eine „tugendhafte Tat“, die nicht unterlassen werden darf. Die Hadithliteratur beschäftigt sich mit dieser Frage sowohl in eigens dafür gewidmeten Kapiteln als auch in monographischen Abhandlungen, die diese alte, schon im Koran begründete Thematik behandeln. Die älteste Sammlung hierzu geht auf den malikitischen Gelehrten Ismāʿīl ibn Isḥāq al-Ǧahḍamī (gest. 895), den Qadi von Bagdad zurück.
Die Traditionsliteratur thematisiert sowohl die Vorzüge als auch die Unterlassung der Segensformel in angeblichen Prophetensprüchen:
- „derjenige, der bei meiner Nennung den Segensspruch nicht spricht, hat (seinen) Weg ins Paradies verfehlt.“[11]
- „verrichtet eure Gebete in euren Häusern, verwandelt sie aber nicht in Grabstätten. Möge Gott die Juden verfluchen, (denn) sie haben die Gräber ihrer Propheten in Gebetstätten verwandelt. Sprecht den Segenspruch über mich, denn eure Gebete erreichen mich, wo ihr auch immer seid.“[12]
- ʿAbdallāh ibn ʿUmar pflegte den Segensspruch nicht nur über Mohammed, sondern auch über Abu Bakr und Umar zu sprechen.[13]

## Formen
- ṣallā ʾllāhu ʿalayhi wa-sallam(a) (صلى الله عليه وسلم) „Gott segne ihn und schenke ihm Heil!“  ist die heute allgemein verwendete Eulogie nach dem Namen Mohammeds.
- Die Form: „ṣallā ʾllāhu ʿalayhi“ auch mit der Ergänzung wa-raḥmatu ʾllāh صلى الله عليه ورحمت الله / ‚Gott segne ihn und sein Erbarmen sei mit ihm‘ erscheint in der sakralen Bauinschrift im Felsendom aus dem Jahr 691–692 mehrfach und in der archaischen Schreibweise von raḥma رحمت anstatt رحمة [14]
- ʿalayhi ʾs-salām(u) (عليه السلام) „Heil sei über ihm!“ dient für frühere Propheten und Erzengel. In alten Handschriften steht diese Formel auch hinter dem Namen Mohammeds.

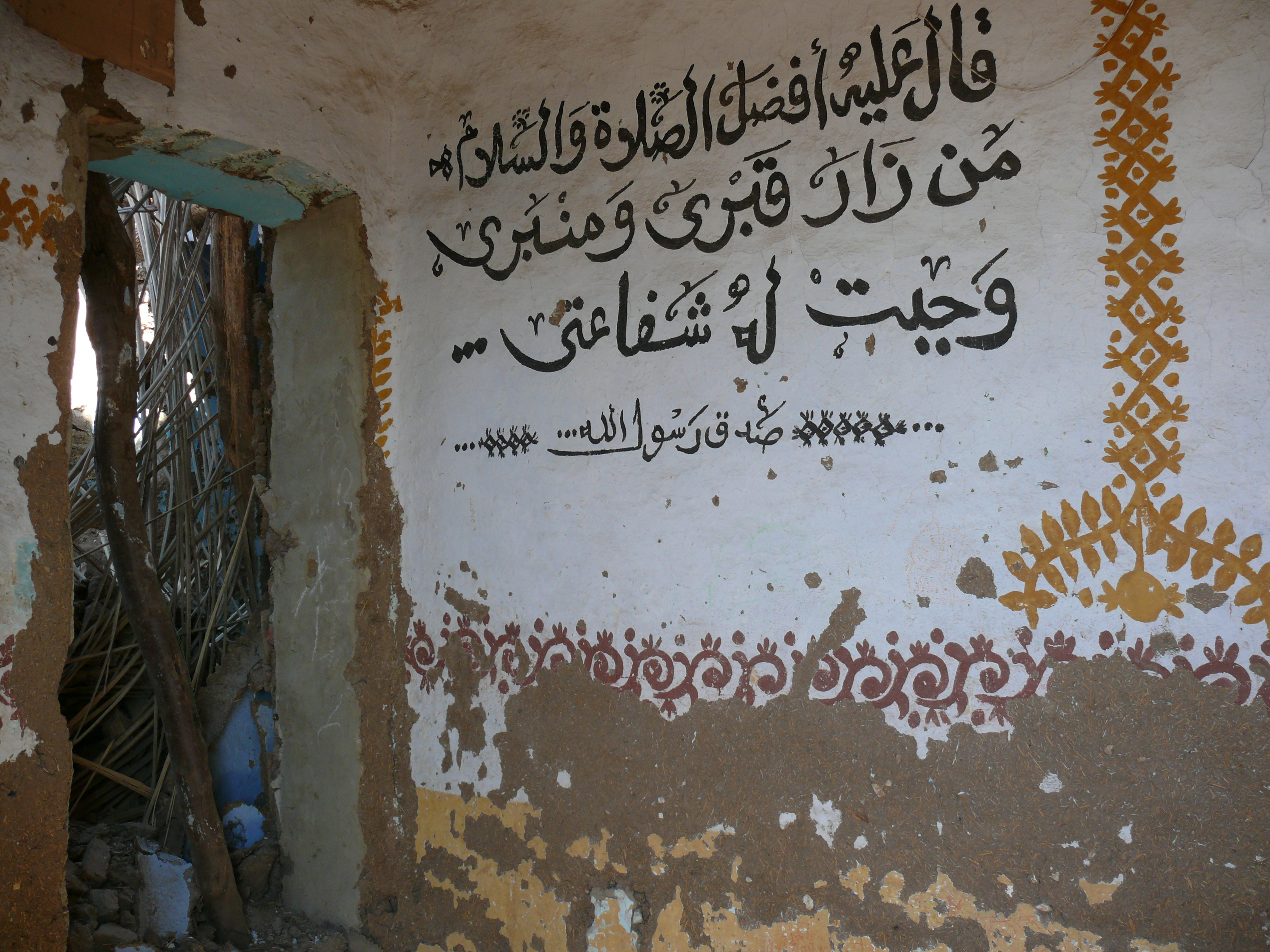
Variante der Eulogie (Privathaus in Scheich Abd el-Qurna).

- Sowohl im islamischen Schrifttum als auch in Reden in der Moderne wird folgende Variante der Eulogie verwendet: qala ’alaihi afdalu s-salat wa-s-salam / قال عليه أفضل الصلاة والسلام / qāla ʿalayhi afḍalu ʾṣ-ṣalāt wa-ʾs-salām: „es sagte (d.i. der Prophet Mohammed), möge ihm der vorzüglichste Segensspruch und Heil gelten…“ (Hadith folgt…). Hier ersetzt die Eulogie das Subjekt zum Verb (siehe Abbildung, 1. Zeile).

Die älteste Tasliya im profanen Bereich und in ihrer archaischen Form stammt aus der Zeit des Umayyaden-Kalifen Hischam als Felsinschrift aus dem Jahr 735:
اللهم صل على محمد النبي وعلى من يصلي عليه / Allāhumma ṣalli ʿalā Muḥammadin an-nabiy wa-ʿalā man yuṣallī ʿalayhi / ‚O Gott, sprich den Segensspruch über Mohammed dem Propheten und über dem, der den Segenspruch über ihm spricht‘.
Diese alte Form der Tasliya wird in der oben genannten Bauinschrift am Felsendom auch mit dem Namen Jesu verbunden:
اللهم  صل على رسولك وعبدك عيسى بن مريم / Allāhumma ṣalli ʿalā rasūlika wa-ʿabdika ʿĪsā b. Maryama / ‚O Gott, sprich den Segensspruch über deinen Gesandten und Diener ʿĪsā b. Maryam‘.

## Abkürzungen
Die Eulogien werden heute oft abgekürzt, sie erhalten in der arabischen Schrift dann einen Überstrich, der aus technischen Gründen auch fehlen kann. Bei den durch westliche Konvertiten eingeführten lateinschriftlichen Varianten werden dann meist runde Klammern gesetzt.
صلعم, صم oder einfach ص, in Lateinschrift sas oder saws. Im Unicode-Standard gehört diese Eulogie als eigenes Zeichen (ﷺ) zu den „Arabic Presentation Forms-A“ mit der Nummer FDFA, aber auch (ﷵ) mit der Nummer FDF5 ist vorhanden.
Die Abkürzung: عم oder einfach ع, in Lateinschrift: a. steht für ʿalayhi s-salām.
Nach Ansicht mancher sunnitischer Theologen (z. B. as-Suyūtī (1445–1505)) sind Abkürzungen bei dieser koranisch begründeten Eulogie zu vermeiden.

## Andere Eulogien
- subḥānahu wa-taʿālā (سبحانه وتعالى) „Er ist gepriesen und erhaben“ ist die für Gott verwendete Eulogie.
- raḍiya ʾllāhu ʿanhu (رضى الله عنه) „Gott habe Wohlgefallen an ihm!“ für  die Gefährten Mohammeds und: ridwana ’llah 'alaihi / رضوان الله عليه / riḍwāna ʾllāh ʿalaihi / ‚Gottes Wohlgefallen sei an ihm‘. In alten Schriften steht die Formel oft hinter dem Namen des Verfassers eines Buches auf dem Titelblatt. Abkürzung: رضه. Diese Form nennt man im Arabischen Tarḍiya und taraḍḍin,  d. h. das Sprechen von: raḍiya ʾllāhu ʿanhu.[17]
- raḥimahu ʾllāh(u) (رحمه الله) „Möge Gott Erbarmen mit ihm haben.“ ist ein allgemeiner Segenswunsch für Verstorbene. Abkürzung: رحه. Ähnlich auch:
- raḥmatu ʾllāh(i) ʿalayhi (رحمة الله عليه) „Gottes Erbarmen mit ihm“. Die Formel ist eine Variante von Raḥimahu 'llāhu. Man nennt es tarhim / ترحيم / tarḥīm oder tarahhum / ترحّم / taraḥḥum.[18]  In alten arabischen Papyri und Pergamentblättern erscheint nicht selten die Form mit der sog. tā’ at-tawīla: رحمت الله عليه.[19]
- ḥafiẓahu ʾllāhu حفظه الله „Möge Gott ihn beschützen“ benutzt man nach der Nennung von lebenden Personen. Steht diese Formel nach dem Namen des Verfassers eines Werkes, so ist dies ein Hinweis darauf, dass die Abschrift desselben noch zu Lebzeiten des Autors angefertigt wurde. In Privatschreiben verwendet man in der Anrede entsprechend die Formel: ḥafiẓaka ʾllāhu: „Möge Gott Dich beschützen“[20]
- ḥarasahā ʾllāhu (حرسها الله) „Möge es Gott hüten/schützen“ setzt man nach der Erwähnung bekannter Städte und Länder. Soweit letztere Masc. sind: ḥarasahu ʾllāhu.